# Thai Charoen (huyện)
Thai Charoen (tiếng Thái: ไทยเจริญ) là một huyện của tỉnh Yasothon ở đông bắc Thái Lan.

## Lịch sử
Thai Charoen, trước đây là một phó huyện (tambon) của Loeng Nok Tha, được lập làm một tiểu huyện (king amphoe) ngày 1 tháng 4 năm 1992, bao gồm 5 phó huyện trước đây thuộc Loeng Nok Tha.
Ngày 11 tháng 10 năm 1997, Thai Charoen đã được nâng cấp thành huyện (amphoe), huyện thứ 9 của Yasothon và thứ 784 của Thái Lan.

## Địa lý
Các huyện giáp ranh (từ phía nam theo chiều kim đồng hồ) là: Pa Tio, Kut Chum, Loeng Nok Tha, của tỉnh Yasothon, Senangkhanikhom và Mueang Amnat Charoen của tỉnh Amnat Charoen.

## Hành chính
Huyện này được chia thành 5 phó huyện (tambon), bao gồm 48 làng (muban).
| 1. Thai Charoen (ไทยเจริญ) 2. Nam Kham (น้ำคำ) 3. Som Pho (ส้มผ่อ) 4. Kham Toei (คำเตย) 5. Kham Phai (คำไผ่) |